# Colombier-Fontaine
Colombier-Fontaine è un comune francese di 1 413 abitanti situato nel dipartimento del Doubs nella regione della Borgogna-Franca Contea.

## Società

### Evoluzione demografica
Abitanti censiti